# Timothy McVeigh

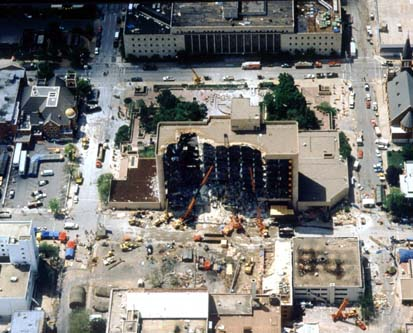
Oklahoma City – letecký pohled na místo bombového atentátu

Timothy James McVeigh (23. dubna 1968, Lockport, New York, USA – 11. června 2001, Terre Haute, Indiana, USA) byl americký terorista popravený za účast na bombovém útoku proti federální budově Alfred P. Murrah Building ve městě Oklahoma City. Až do září 2001 šlo o nejkrvavější teroristický útok v dějinách USA, při kterém bylo zabito 168 lidí včetně 19 dětí v dětské skupině v druhém patře budovy.
McVeigh byl americký válečný veterán, jako příslušník americké armády se zúčastnil válečných operací v Kuvajtu proti irácké okupaci. Jako motiv spáchání teroristického útoku uvedl McVeigh pomstu americkým federálním úřadům za tragické ukončení obležení Waco z 19. dubna 1993 v den druhého výročí této tragédie.
Timothy McVeigh byl popraven smrtící injekcí 11. června 2001 v 7:14

## Odraz v kultuře
- Norská aggrotech kapela Combichrist jmenuje ve své písni „God Bless“ (česky „Bůh žehnej“) celou řadu sériových vrahů a teroristů, mezi nimi je i Timothy McVeigh.[2][3]
- Skladba River Below kanadské kapely Billy Talent byla inspirovaná mimo jiné právě teroristickým útokem v Oklahoma City.